# Mimoza Veliu
Mimoza Veliu (* 1979) je albánská fotografka narozená v Makedonii. Žije a pracuje v Berlíně.

## Životopis
V centru její umělecké fotografie je lidská bytost, která se staví proti zjevným hranicím. Její fotografie byly vystaveny v Berlíně, Vídni, New Yorku, Mnichově, Tiraně a dalších zemích. V roce 2008 získala spolu s kolegyní z Itálie Lindou Vukaj Riccomini první cenu za uměleckou fotografii od Kosova National Art Gallery.

## Galerie

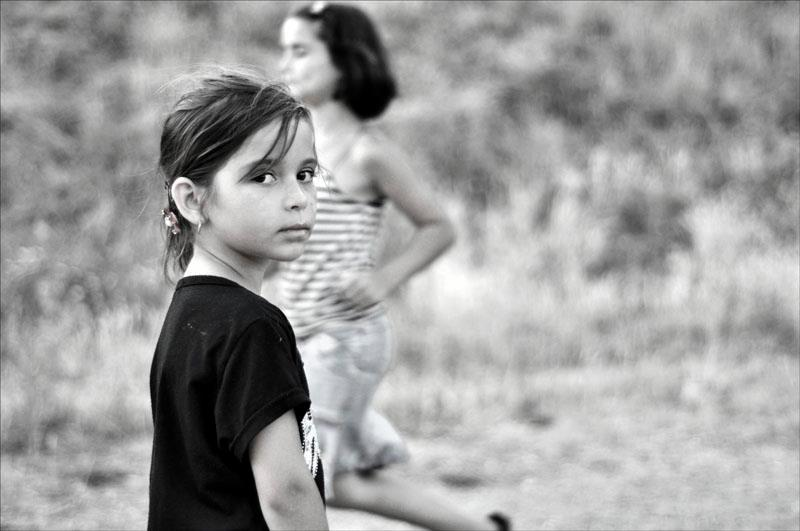
Děti z Kosova – Smutek a naděje
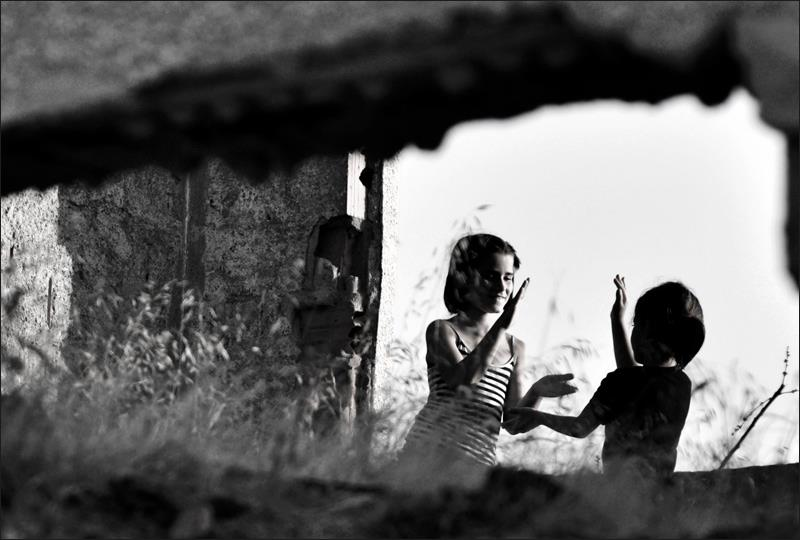
Děti z Kosova – Smutek a naděje
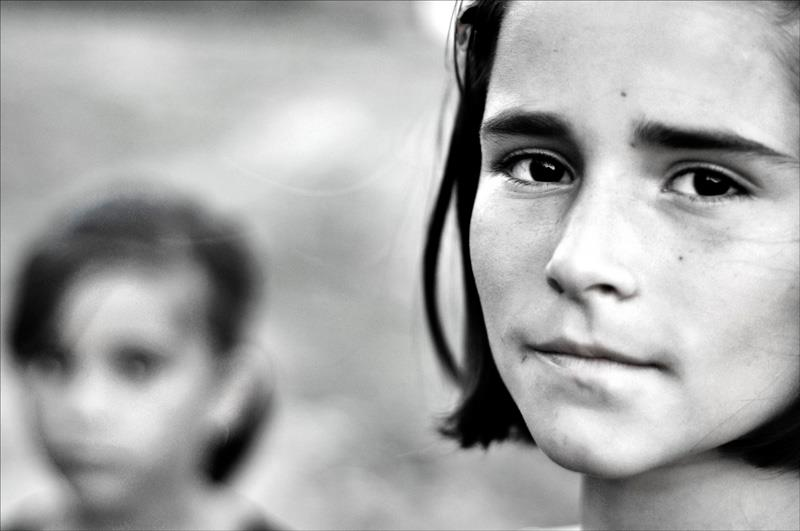
Děti z Kosova – Smutek a naděje